# 阿莱盖
阿莱盖（義大利語：Alleghe），是意大利威尼托大区贝卢诺省的一个市镇。总面积29平方公里，人口1347人，人口密度46.4人/平方公里（2009年）。国家统计（ISTAT）代码为025003。